# NGC 6078
NGC 6078 ist eine 15,2 mag helle Elliptische Galaxie vom Hubble-Typ E0 im Sternbild Herkules am Nordsternhimmel. Sie ist schätzungsweise 423 Millionen Lichtjahre von der Milchstraße entfernt und hat einen Durchmesser von etwa 65.000 Lichtjahren.
Im selben Himmelsareal befinden sich u. a. die Galaxien NGC 6074 und NGC 6083.
Die Typ-Ia-Supernova SN 2011dv wurde hier beobachtet.
Das Objekt wurde am 21. Juni 1876 von Édouard Stephan entdeckt.